# Topsport Vlaanderen-Baloise/Saison 2015
Diese Liste beschreibt die Mannschaft und die Erfolge des Radsportteams Topsport Vlaanderen-Baloise in der Saison 2015.

## Saison 2015

### Erfolge in der UCI Europe Tour
| Datum         | Rennen                                  | Kat. | Fahrer                           |
| ------------- | --------------------------------------- | ---- | -------------------------------- |
| 14. März      | Ronde van Drenthe                       | 1.1  | Edward Theuns                    |
| 25. März      | Dwars door Vlaanderen                   | 1.HC | Jelle Wallays                    |
| 10. Mai       | 5. Etappe Quatre Jours de Dunkerque     | 2.HC | Edward Theuns                    |
| 17. Mai       | Grand Prix Criquielion                  | 1.2  | Jelle Wallays                    |
| 28. Juni      | Belgische Meisterschaft – Straßenrennen | CN   | Preben Van Hecke                 |
| 19. Juli      | Dwars door de Vlaamse Ardennen          | 1.2  | Stijn Steels                     |
| 2. August     | Polynormande                            | 1.1  | Oliver Naesen                    |
| 27. September | Duo Normand                             | 1.1  | Victor Campenaerts Jelle Wallays |
| 27. September | Gooikse Pijl                            | 1.2  | Oliver Naesen                    |
| 3. Oktober    | 3. Etappe Tour de l’Eurométropole       | 2.1  | Edward Theuns                    |

### Abgänge – Zugänge
| Zugänge            | Team 2014                   | Abgänge             | Team 2015                  |
| ------------------ | --------------------------- | ------------------- | -------------------------- |
| Oliver Naesen      | Cibel                       | Tom Van Asbroeck    | Team Lotto NL-Jumbo        |
| Bert Van Lerberghe | EFC-Omega Pharma-Quick Step | Yves Lampaert       | Etixx-Quick Step           |
| Amaury Capiot      | Neoprofi                    | Jasper De Buyst     | Lotto Soudal               |
| Floris De Tier     | Neoprofi                    | Zico Waeytens       | Team Giant-Alpecin         |
| Jef Van Meirhaeghe | Neoprofi                    | Michaël Van Staeyen | Cofidis, Solutions Crédits |
| Jens Wallays       | Neoprofi                    | Kenneth Vanbilsen   | Cofidis, Solutions Crédits |
|                    |                             | Kevin De Jonghe     | Cibel                      |

### Mannschaft
| Teamkader 2015                                             | Teamkader 2015     | Teamkader 2015 | Teamkader 2015                                |
| Name                                                       | Geburtsdatum       | Land           | Vorheriges Team                               |
| ---------------------------------------------------------- | ------------------ | -------------- | --------------------------------------------- |
| Victor Campenaerts                                         | 28. Oktober 1991   | Belgien        | Lotto-Belisol U23 (2013)                      |
| Amaury Capiot                                              | 25. Juni 1993      | Belgien        | Lotto-Belisol U23 (2014)                      |
| Kenny De Ketele                                            | 5. Juni 1985       | Belgien        | Davitamon-Win For Life-Jong Vlaanderen (2007) |
| Moreno De Pauw                                             | 12. August 1991    | Belgien        | Rock Werchter (2013)                          |
| Floris De Tier                                             | 20. Januar 1992    | Belgien        | EFC-Omega Pharma-Quick Step (2014)            |
| Tim Declercq                                               | 21. März 1989      | Belgien        | Soenens-Construkt Glas (2011)                 |
| Sander Helven                                              | 30. Mai 1990       | Belgien        | Ovyta-Eijssen-Acrog (2012)                    |
| Pieter Jacobs                                              | 6. Juni 1986       | Belgien        | Silence-Lotto (2009)                          |
| Eliot Lietaer                                              | 15. August 1990    | Belgien        | EFC-Quick Step (2011)                         |
| Oliver Naesen                                              | 16. September 1990 | Belgien        | Cibel (2014)                                  |
| Jonas Rickaert                                             | 7. Februar 1994    | Belgien        | Ovyta-Eijssen-Acrog (2013)                    |
| Jarl Salomein                                              | 27. Januar 1989    | Belgien        | Beveren 2000 (2010)                           |
| Thomas Sprengers                                           | 5. Februar 1990    | Belgien        | Lotto-Belisol U23 (2012)                      |
| Stijn Steels                                               | 21. August 1989    | Belgien        | Crelan-Euphony (2013)                         |
| Edward Theuns                                              | 30. April 1991     | Belgien        | VL Technics-Abutriek (2013)                   |
| Preben Van Hecke                                           | 9. Juli 1982       | Belgien        | Predictor-Lotto (2007)                        |
| Gijs Van Hoecke                                            | 12. November 1991  | Belgien        | Omega Pharma-Lotto Davo (2011)                |
| Bert Van Lerberghe                                         | 29. September 1992 | Belgien        | EFC-Omega Pharma-Quick Step (2014)            |
| Jef Van Meirhaeghe                                         | 21. Januar 1992    | Belgien        | Lotto-Belisol U23 (2014)                      |
| Arthur Van Overberghe                                      | 7. Februar 1990    | Belgien        | Ovyta-Eijssen-Acrog (2011)                    |
| Pieter Vanspeybrouck                                       | 10. Februar 1987   | Belgien        | Quick Step-Beveren 2000 (2007)                |
| Otto Vergaerde                                             | 15. Juli 1994      | Belgien        | Ovyta-Eijssen-Acrog (2013)                    |
| Jelle Wallays                                              | 11. Mai 1989       | Belgien        | Beveren 2000 (2010)                           |
| Jens Wallays                                               | 15. September 1992 | Belgien        | EFC-Omega Pharma-Quick Step (2014)            |
|                                                            |                    |                |                                               |
| Quellen: ProCyclingStats Cycling Quotient Cycling Archives |                    |                |                                               |